# 860-ті до н. е.

## Правителі
- фараон Єгипту Осоркон II;
- цар Арамейського Дамаску Бен-Хадад II;
- цар Ассирії Ашшур-назір-апал II;
- цар Вавилонії Набу-апла-іддін;
- цар Ізраїлю Ахав;
- цар Юдеї Йосафат;
- цар Тіру Іттобал I;
- ван Чжоу Лі-ван.